# ساز نو آواز نو
ساز نو آواز نو نام آلبومی است در دستگاه راست پنج گاه با صدای شهرام ناظری و با همکاری گروه دستان.
در این اثر برخورد نوازنده با ساختار موسیقی و تک‌نوازی، همچنین برداشت خواننده از لحن آوازی، نوع فرم و حرکت تحریرها به گونه‌ای است که در آثار گذشته کمتر سابقه داشته‌است. بر همین اساس این اثر را «ساز نو آواز نو» نام نهاده‌اند.

## شرح اثر

### هنرمندان
- آواز: شهرام ناظری
- گروه دستان:
  - حسین بهروزی نیا: بربط
  - پژمان حدادی: تنبک، دف
  - حمید متبسم: تار
  - اردشیر کامکار: کمانچه

### فهرست
- راست پنجگاه
- پیش در آمد، ساختهٔ حمید متبسم
- تکنوازی تار و بربط
- آواز به همراهی کمانچه
  - درآمد
  - پروانه
  - سه گاه
  - فرود
  - شعر از مولوی
- تصنیف مستی سلامت می‌کند
  - ساختهٔ حمید متبسم
  - شعر از مولوی
- تکنوازی بربط
- آواز به همراهی بربط
  - برداشتی از درآمد و داد
  - شعر از مولوی
- چهار مضراب
  - ساختهٔ حمید متبسم
- تکنوازی کمانچه
- آواز با همراهی کمانچه و تار
  - عشاق
  - اصفهانک
  - عراق
  - حزینی و فرود
  - اشعار از خاقانی و شهید بلخی

- تصنیف «کشتی شکستگان»
  - شعر از حافظ
  - گوشهٔ راک هندی
  - روایت استاد حسن کسایی
  - ساختهٔ شهرام ناظری
  - تنظیم از حمید متبسم

### اشعار به کار رفته در آلبوم
۱- آواز به همراهی کمانچه: من که حیران ز ملاقات تو‌ ام از مولوی
من که حیران ز ملاقات تو ام
چون خیالی ز خیالات تو ام
نقش و اندیشه‌ی من از دم توست
گویی الفاظ و عبارات تو ‌ام
گاه شه بودم و گاهت بنده
این زمان هر دو نیم مات تو ام
۲- تصنیف مستی سلامت می‌کند از مولوی
مستی سلامت می‌کند پنهان پیامت می‌کند
آن کو دلش را برده‌ای جان هم غلامت می‌کند
ای نیست کرده هست را بشنو سلام مست را
مستی که هر دو دست را پابند دامت می‌کند
ماه از غمت دو نیم شد رخساره‌ها چون سیم شد
قد الف چون جیم شد وین جیم جامت می‌کند
در عشق زاری‌ها نگر وین اشک باری‌ها نگر
وان پخته کاری‌ها نگر کان رطل خامت می‌کند
ی باده خوش رنگ و بو بنگر که دست جود او
بر جان حلالت می‌کند بر تن حرامت می‌کند
۳-آواز به همراهی بربط: من عاشقی از کمال تو آموزم از مولوی
من عاشقی از کمال تو آموزم
بیت و غزل از جمال تو آموزم
در پردهٔ دل خیال تو رقص کند
من رقص خوش از خیال تو آموزم
۴-آواز با همراهی کمانچه و تار: اگر غم را چو آتش دود بودی از شهید بلخی
اگر غم را چو آتش دود بودی
جهان تاریک ماندی جاودانه
درین گیتی سراسر گر بگردی
خردمندی نیابی شادمانه
۵-آواز با همراهی کمانچه و تار: من ندانستم که عشق این رنگ داشت از خاقانی
من چه دانستم که عشق این رنگ داشت
وز جهان با جان من آهنگ داشت
دستهٔ گل بود کز دورم نمود
چون بدیدم آتش اندر چنگ داشت
۶- تصنیف کشتی شکستگان: فکر بلبل همه آنست از حافظ
فکر بلبل همه آن است که گل شد یارش
گل در اندیشه که چون عشوه کند در کارش
دلربایی همه آن نیست که عاشق بکشند
خواجه آن است که باشد غم خدمتگارش
۷-تصنیف کشتی‌شکستگان: کشتی شکستگانیم از حافظ
دل می‌رود ز دستم صاحب دلان خدا را
دردا که راز پنهان خواهد شد آشکارا
کشتی شکستگانیم ای باد شرطه برخیز
باشد که باز بینیم دیدار آشنا را
ای صاحب کرامت شکرانه‌ی سلامت
روزی تفقدی کن درویش بی‌نوا را

## منبع
- تارنمای شهرام ناظری